# Person
Ordet "person" bruges normalt i tre betydninger:
Det kan betegne 
- et enkelt menneske. Ordet "menneske" har en langt bredere anvendelse.
- et individ kan fx bruges om et dyr. Det kan "person" ikke.
- en rolle i et skuespil

Oprindelse: fra latin persona oprindelig 'ansigtsmaske', beslægtet med den romerske gudinde Persefone.
I de mange tilfælde er ordet person ganske overflødigt: "De syv sårede personer blev bragt til sygehuset."
Personbegrebet bestemmer den enkeltes placering inden for et sociokulturelt felt. Bestemmelsen stammer fra Lockes distinktion mellem menneske og person, hvor personen tilskrives moralske egenskaber og forpligtelser. Personbegrebet er i denne forstand primært en juridisk term. 

## Grammatisk person
I grammatik bruges person til angive forskellige roller i en ytring:
1. Første person er den eller det, som taler. På dansk henviser følgende stedord til første person: jeg, mig, min, mit, mine. I flertal vi, etc.
2. Anden person er den eller det, som der tales til. På dansk henviser følgende stedord til anden person: du, De, dig, Dem, din, dit, dine, Deres. I flertal I, jer, jeres etc.
3. Tredje person er den eller det, der tales om. På dansk henviser følgende stedord til tredje person: han, hun, den, det, de, ham, hende, dem, hans, hendes, dens, dets, deres, sin.

Det illustreres af den gamle vittighed om samme alkoholpåvirkningsgrad: Jeg var i godt humør i går. Du var halvfuld, og han var sanseløst beruset.